# Arunda opponens
Arunda opponens är en fjärilsart som beskrevs av Walker 1865. Arunda opponens ingår i släktet Arunda och familjen tandspinnare. Inga underarter finns listade i Catalogue of Life.